# Tom Rothrock (sciatore)
Thomas Rothrock, detto Tom (Ellensburg, 29 maggio 1978), è un ex sciatore alpino statunitense.

## Biografia
Originario di Cashmere e attivo in gare FIS dal novembre del 1994, in Nor-Am Cup Rothrock esordì il 2 aprile 1996 a Mount Bachelor in slalom gigante (33º) e ottenne il primo podio il 3 gennaio 2000 a Hunter Mountain in slalom speciale (2º). Debuttò in Coppa del Mondo il 19 novembre 2000 a Park City in slalom speciale, senza completare la gara, ai Giochi olimpici invernali a Salt Lake City 2002, sua unica presenza olimpica, dove non completò lo slalom speciale, e ai Campionati mondiali a Sankt Moritz 2003, dove si classificò 12º nello slalom speciale.
Sempre in slalom speciale ottenne la prima vittoria in Nor-Am Cup, il 14 marzo 2003 a Nakiska, e il miglior piazzamento in Coppa del Mondo, il 13 dicembre 2004 a Sestriere (6º); pochi giorni dopo, il 17 dicembre 2004, conquistò l'ultima vittoria in Nor-Am Cup, a Beaver Creek in slalom gigante, e ai successivi Mondiali di Bormio/Santa Caterina Valfurva 2005, suo congedo iridato, non completò lo slalom speciale.
Ottenne l'ultimo podio in Nor-Am Cup il 17 marzo 2006 a Panorama in slalom speciale (3º) e prese per l'ultima volta il via in Coppa del Mondo il 30 gennaio 2007 a Schladming in slalom speciale, senza completare la gara; si ritirò al termine di quella stessa stagione 2006-2007 e la sua ultima gara in carriera fu lo slalom speciale di Nor-Am Cup disputato il 17 marzo a Panorama, chiuso da Rothrock al 5º posto.

## Palmarès

### Coppa del Mondo
- Miglior piazzamento in classifica generale: 60º nel 2004

### Coppa Europa
- Miglior piazzamento in classifica generale: 13º nel 2001
- 6 podi:
  - 1 vittoria
  - 2 secondi posti
  - 3 terzi posti

#### Coppa Europa - vittorie
| Data             | Località       | Paese  | Specialità |
| ---------------- | -------------- | ------ | ---------- |
| 12 febbraio 2001 | Pozza di Fassa | Italia | SL         |

Legenda:

SL = slalom speciale

### Nor-Am Cup
- Miglior piazzamento in classifica generale: 6º nel 2005
- Vincitore della classifica di slalom speciale nel 2003
- 17 podi:
  - 4 vittorie
  - 5 secondi posti
  - 8 terzi posti

#### Nor-Am Cup - vittorie
| Data             | Località     | Paese       | Specialità |
| ---------------- | ------------ | ----------- | ---------- |
| 14 marzo 2003    | Nakiska      | Canada      | SL         |
| 15 marzo 2003    | Nakiska      | Canada      | SL         |
| 20 novembre 2003 | Winter Park  | Stati Uniti | SL         |
| 7 dicembre 2004  | Beaver Creek | Stati Uniti | GS         |

Legenda:

GS = slalom gigante

SL = slalom speciale

### Campionati statunitensi
- 2 medaglie:
  - 1 argento (slalom gigante nel 2002)
  - 1 bronzo (slalom gigante nel 2004)